# Йосиф Миладинов
Йосиф Миленов Миладинов е български състезател по плуване.

## Спортна биография
Състезава се за клуб „Младост 91“, Пловдив, първа треньорка Славяна Раденкова (2010 – 2014) и следващи  треньори Стефан Георгиев и Кристиян Минковски.
Обявява край на спортната си кариера по собствено желание през април 2025 година. На 22 май 2025 г. става ясно, че ще се състезава на т.нар. Enchanced Games, популярни под неофициалното име Игри за допингирани, тъй като на тях допингът е разрешен и затова не се признавт от Международния олимпийски комитет и от Антидопинговата агенция.

### Успехи
- 2019 г. – сребърен медал на Европейското първенство за юноши в Казан (Русия) на 100 м бътерфлай
- 2019 – 6-о място Европейското първенство за юноши в Казан (Русия) на 50 м бътерфлай
- 2019 – 7-о място на Европейското първенство за юноши в Казан (Русия)на смесената щафета 4х100 м
- 2019 – златен медал от турнир „Мултинейшън“
- 2020 – 8-о място на Олимпийските игри в Токио на 100 м бътерфлай[1][4]
- 2021 – шампион на Европейското първенство за юноши в Рим (Италия) на 50 м бътерфлай[1]
- 2021 – шампион на Европейското първенство за юноши в Рим на 100 м бътерфлай[1]
- 2021 – сребърен медал ва Европейското първенство за мъже в Будапеща (Унгария) на 100 м бътерфлай[1]
- 2021 – бронзов медал ва Европейското първенство за мъже в Будапеща (Унгария) на 50 м бътерфлай
- 2024 – 8-о място на Световното първенство в Доха на 100 м бътерфлай[5][1]
- Национален рекордьор на България на 100 метра свободен стил, 50 метра бътерфлай и 100 метра бътерфлай.[2][1]